# Гетц (Вісконсин)
Гетц (англ. Goetz) — місто (англ. town) в США, в окрузі Чиппева штату Вісконсин. Населення — 813 особи (2020).

## Демографія
Згідно з переписом 2010 року, у місті мешкали 762 особи в 281 домогосподарстві у складі 212 родин. Було 294 помешкання
Расовий склад населення:
| - 98,8 % — білих - 0,1 % — чорних або афроамериканців - 0,1 % — азіатів |

До двох чи більше рас належало 0,9 %. Частка іспаномовних становила 0,5 % від усіх жителів.
За віковим діапазоном населення розподілялося таким чином: 24,5 % — особи молодші 18 років, 63,8 % — особи у віці 18—64 років, 11,7 % — особи у віці 65 років та старші. Медіана віку мешканця становила 38,8 року. На 100 осіб жіночої статі у місті припадало 112,8 чоловіків;  на 100 жінок у віці від 18 років та старших — 106,1 чоловіків також старших 18 років.
Середній дохід на одне домашнє господарство  становив 81 205 доларів США (медіана — 68 750), а середній дохід на одну сім'ю — 86 488 доларів (медіана — 81 250). Медіана доходів становила 52 361 долар для чоловіків та 39 500 доларів для жінок. За межею бідності перебувало 10,3 % осіб, у тому числі 7,6 % дітей у віці до 18 років та 16,3 % осіб у віці 65 років та старших.
Цивільне працевлаштоване населення становило 368 осіб. Основні галузі зайнятості: освіта, охорона здоров'я та соціальна допомога — 22,6 %, виробництво — 16,3 %, будівництво — 10,6 %, роздрібна торгівля — 10,3 %.